# Spalangiopelta canadensis
Spalangiopelta canadensis är en stekelart som beskrevs av Darling 1991. Spalangiopelta canadensis ingår i släktet Spalangiopelta och familjen puppglanssteklar. Inga underarter finns listade i Catalogue of Life.